# Cyclopecten strigillatus
Cyclopecten strigillatus is een tweekleppigensoort uit de familie van de Propeamussiidae. De wetenschappelijke naam van de soort is voor het eerst geldig gepubliceerd in 1889 door Dall.